# كاثرين ديميل
كاثرين ديميل (بالإنجليزية: Katherine DeMille)‏ هي ممثلة كندية وأمريكية، ولدت في 29 يونيو 1911 بفانكوفر في كندا، وتوفيت في 27 أبريل 1995 بتوسان في الولايات المتحدة بسبب مرض آلزهايمر. بدأت مشوارها المهني سنة 1930.

## أعمال

### أفلام
- (1934) يعيش فيلا
- (1935) نداء البرية
- (1936) روميو وجولييت

## وصلات خارجية
- كاثرين ديميل على موقع IMDb (الإنجليزية)
- كاثرين ديميل على موقع ألو سيني (الفرنسية)
- كاثرين ديميل على موقع أول موفي (الإنجليزية)
- كاثرين ديميل على موقع قاعدة بيانات الأفلام السويدية (السويدية)
- كاثرين ديميل على موقع قاعدة بيانات الفيلم (الإنجليزية)
- كاثرين ديميل على موقع كينوبويسك (الروسية)